# Nanasawa Mia
Nanasawa Mia (七沢 みあ (Thất-Trạch Tâm-Ái) 13 tháng 12 năm 1998 –) là một nữ diễn viên khiêu dâm người Nhật Bản. Cô thuộc về công ti Capsule Agency. Nickname của cô là Mya-chan (みゃーちゃん).

## Sự nghiệp
25/11/2017, cô ra mắt ngành phim khiêu dâm với tư cách là nữ diễn viên độc quyền của MOODYZ với phim "Người mới đến! Nữ sinh đại học 18 tuổi ra mắt ngành phim khiêu dâm!" (新人!現役女子大生18歳AVデビュー!!). Tại thời điểm ra mắt ngành, khẩu hiệu của cô mà "một người chị gái của tất cả người hâm mộ phim khiêu dâm".
1/3/2019, cô được đề cử cho giải Nữ diễn viên xuất sắc nhất của Giải thưởng phim người lớn FANZA 2019.
7/2020, cô xếp thứ 1 trong bảng xếp hạng nữ diễn viên khiêu dâm sàn video FANZA hàng tháng. Tháng 12/2020, cô xếp thứ 38 (thứ 2 trong hạng mục gọn gàng) trong bảng "FLASH 2020 BEST100 diễn viên đang hoạt động gợi cảm nhất" được bầu chọn bởi độc giả.
Tháng 8/2021, cô xếp thứ 8 trong "Bảng xếp hạng FLASH 2021 diễn viên nữ gợi cảm chọn bởi 300 độc giả". Tháng 5/2022, cô xếp thứ 32 trong bảng "bầu cử nữ diễn viên phim khiêu dâm SEXY đang hoạt động 2022" của Asahi Geinō.
Tháng 3/2022, cô tham gia một buổi chụp ảnh bể bơi cùng các thần tượng áo tắm "SUMMERLAND IDOL CARNIVAL" tại Tokyo Summerland. Kể từ đó, cô cũng hoạt động với tư cách là người mẫu cho các hãng đồ bơi, v.v. như được viết phía dưới, và đã được nhiều phụ nữ biết đến.

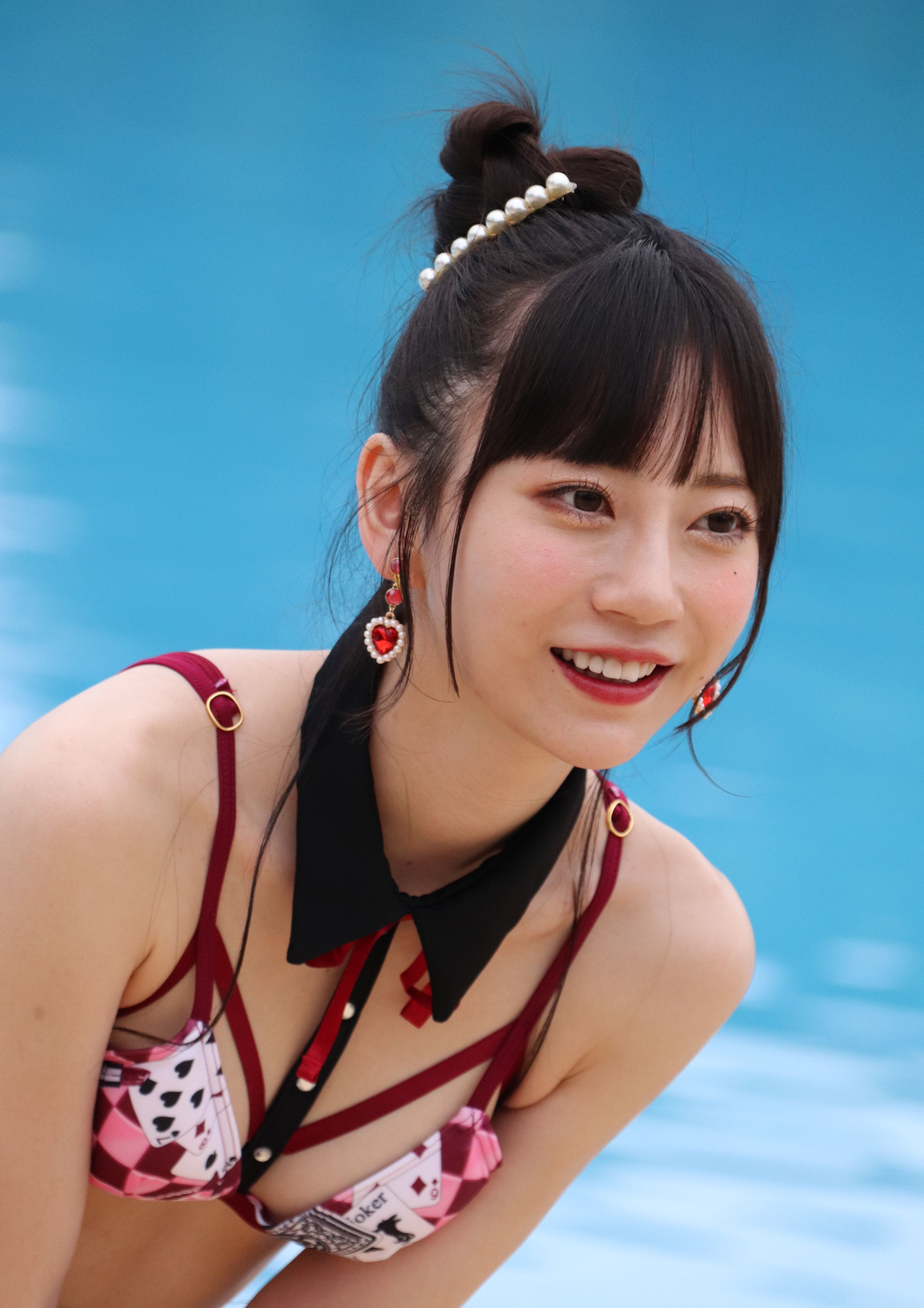
Mia tại Lễ hội áo tắm Kindai Mahjong (chụp năm 2022)

Tháng 5/2023, cô xếp thứ 21 trong bảng "bầu cử nữ diễn viên phim khiêu dâm SEXY đang hoạt động 2023" của Asahi Geinō.
Vào ngày 16/8 cùng năm, cô đã tham gia "Sự kiện Mikami Yua bắt đầu＆kết thúc" tổ chức tại Hulic Hall Tokyo với tư cách là một người bạn và đã phát biểu trên sân khấu.

## Đời tư
Cô sinh ra tại Tokyo. Sở thích của cô là ăn uống và nấu ăn. Cô cũng năm trong "nhóm ăn uống vòng tròn" của trường đại học cô đang theo học. Kĩ năng đặc biệt của cô là chơi shōgi. Khi cô còn học tiểu học, cô đã ngưỡng mộ các E-girls và học nhảy múa.
Mọi người thướng nói cô nhỏ người, nhưng cô không cảm thấy tồi tệ về điều đó mà cô còn cảm thấy vui.
Lần đầu cô quan hệ tình dục là vào năm đầu cấp ba. Vùng kích thích tình dục của cô là cẳng chân. Lí do cô làm nữ diễn viên khiêu dâm là vì cô muốn trở nên nổi bật và cô thích các nữ diễn viên khiêu dâm đáng yêu khi xem phim khiêu dâm và trên mạng xã hội, và cô đặc biệt ngưỡng mộ Aisu Kokoa.
Cô là người hướng nội thích chơi trò chơi nhưng không giỏi điều đó. Cô đã là người hâm mộ bộ truyện Gia sư Hitman Reborn!, và cô thích nhân vật "Hibari Kyōya". Khi cô 17 tuổi, cô hoạt động với tư cách là người chơi game và nghệ sĩ hóa trang anime. Từ đó, cô thích việc muốn người khác nhìn thấy bản thân. Trong những năm gần đây, cô ít tham gia vào các sự kiện nói chung vì để cân bằng với công việc, nhưng ngoài việc cô tham gia vào Comiket mùa hè 2019, cô cũng thường đăng ảnh và video hóa trang chụp tại nhà của cô lên mạng xã hội. Tháng 7/2020, việc cô múa kagura trong "Phiên bản sân khấu cuối cùng của chương cuối Gintama" trở thành một chủ đề được bàn tán sôi nổi. Mặc dù cô nhỏ người như được viết phía trên, cô cũng nổi tiếng với tư cách là người mẫu do khuôn mặt nhỏ và thân hình đẹp, và từ năm 2021 cô cũng trở thành người mẫu runway cho các hãng đồ bơi và quần áo.
Cô đã nổi tiếng từ khi học trung học vì vẻ ngoài và tính cách của cô. Tuy nhiên, cô nói rằng cô sợ ánh mắt của những người con gái khác mỗi khi cô được gọi tên ở trường. Do cô ban đầu là một gyaru và hình tượng này không được người xem đón nhận, cô đã thay đổi hình tượng thành tóc đen và có vẻ ngoài gọn gàng (các dấu vết khuyên lưỡi của cô vẫn còn). Sau này khi các phim với vai dâm đãng của cô tăng lên, mong muốn về một phim gyaru của cô đã được chấp nhận và phim sẽ được phát hành vào tháng 4/2023. Cô không muốn phim trông rẻ tiền, nên cô đã tự nghĩ ra các ý tưởng như tóc nối và đã tự trả tiền cho điều này.

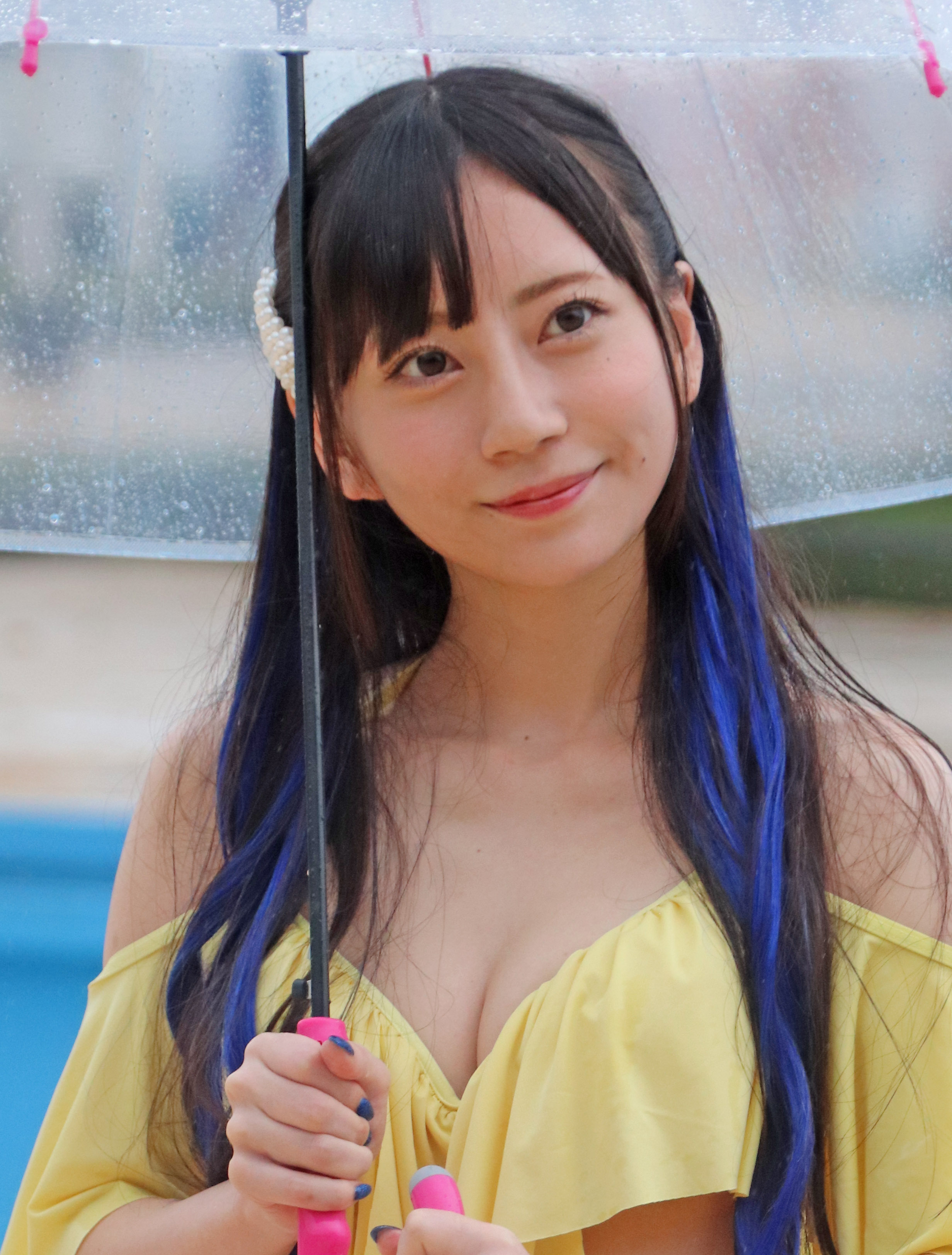
Mia trong phong cách gyaru với tóc nối (chụp năm 2022)

Cô yêu mèo đến mức cô sử dụng thiết kế hình mèo trong chữ kí của mình, và tên diễn cũng như biệt danh của cô được lấy theo âm thanh của mèo.